# Studio 65
Studio 65 è un collettivo di design e architettura ispirato e costituito a Torino da Franco Audrito con Athena Sampanitou (detta Nanà), Ferruccio Tartaglia, Paolo Perotti, Adriana Garizio, Gianni Arnaudo e altri, attivo nell'ambito del Design sperimentale tra la seconda metà degli anni Sessanta e gli anni Settanta. Lo Studio ha realizzato numerosi arredi e oggetti che rientrano nella corrente del Radical Design.

## Storia
Il Collettivo, diventato Studio professionale, raggiunge l'apice del successo nel 1973 con la produzione in serie del divano Bocca sofà di Gufram, realizzato come prototipo nel 1970 per soddisfare la richiesta di una cliente privata. Verso la fine degli anni Settanta il collettivo si scioglie e Audrito e Sampanitou, mantenendo il nome Studio 65, avviano un'attività progettuale con base nei Paesi Arabi. In parallelo, ripresentano con variazioni alcuni dei pezzi unici più famosi della produzione precedente, spesso realizzati in collaborazione con aziende storiche del Made in Italy come la stessa Gufram e Savio Firmino. Lavorano poi alla comunicazione dell'esperienza del Radical Design.

## Premi
- 1977 – Al Madinah Newspaper Headquarter, primo posto e aggiudicazione dell'appalto
- 1980 – Arabian Chevron Compound in Riyadh, primo posto e aggiudicazione dell'appalto
- 1981 – Damacus international Fair project, primo posto
- 1985 – Aga Khan Award per Arabian Chevron Compound, candidatura
- 1994 – Yambu Cement Factory, primo posto e aggiudicazione dell'appalto
- 1997 – Città di Grugliasco, premio speciale
- 2000 – Premio London Association of Engineers
- 2001 – Yambu Cement Factory, premio Dedalo Minosse
- 2004 – Aga Khan Award per Arabian Chevron Compound, primo posto
- 2017 – iDOGI Awards[4]